# Karim Boutadjine
Pour le peintre algérien, voir Mustapha Boutadjine.
Karim Boutadjine est un footballeur franco-algérien né le 23 mars 1989 à Argenteuil (Val-d'Oise). Son poste de prédilection est attaquant.

## Biographie

### Carrière en France
Karim Boutadjine grandit avec son frère Farid, de cinq ans son aîné et également futur footballeur, dans le quartier du Val-d'Argenteuil. Ils commencent tous les deux à l'Association sportive et culturelle du Val d'Argenteuil puis rejoignent l'Entente Sannois Saint-Gratien.
En 2005, Karim Boutadjine est recruté par le Stade Lavallois à la suite d'une détection organisée en région parisienne par le club mayennais. En 2008-2009 il participe à la montée du club en deuxième division en inscrivant un but pour trois matchs joués cette saison là. Il quitte le club à l'intersaison pour rejoindre avec son frère Farid l'Aviron bayonnais football club en National.
Il joue ensuite pour deux clubs de National et CFA (l'UJA Alfortville et l'Olympique Noisy-le-Sec) avant de rejoindre en 2011 l'Évian Thonon Gaillard Football Club, club de Ligue 1, où il ne joue qu'avec l'équipe réserve qui évolue en CFA 2. 

### Carrière à l'étranger
En juillet 2012, il s'engage avec le CS Pandurii Târgu Jiu en D1 roumaine, où il réalise une bonne saison. L'équipe finit vice-championne de Roumanie à l'issue de la saison.
La saison suivante, après un essai non-conculant en juin au Dinamo Bucarest, il s'engage, au mercato hivernal, au Fotbal Club Universitatea Cluj-Napoca qui évolue dans le même championnat. Il s'y impose également, faisant partie des hommes importants de l'équipe, et prolonge ainsi son contrat avec le club.
Le 30 décembre 2014, il s'engage avec le club de première division algérienne la Jeunesse sportive de Kabylie. Cependant, « critiqué par ses dirigeants » qui juge son recrutement comme « un véritable flop » en raison de « ses prestations laissant vraiment à désirer » malgré un but inscrit contre l'Association sportive olympique de Chlef, son contrat est résilié au bout de quelques semaines le 23 février 2015.
Sans club pendant presque six mois, il rejoint finalement le champion de Bahreïn en titre Al Muharraq Club, qui participe notamment à la Ligue des champions de l'AFC 2016.

## Palmarès
- Vice-champion de France National en 2009 avec le Stade Lavallois
- Vice-champion de Roumanie en 2013 avec le CS Pandurii Târgu Jiu
- Finaliste de la Supercoupe de Bahreïn en 2016